# American Spring
American Spring è il decimo album in studio del gruppo punk rock statunitense Anti-Flag, pubblicato nel 2015.

## Tracce
1. Fabled World – 3:16
2. The Great Divide – 1:28
3. Brandenburg Gate (feat. Tim Armstrong) – 3:30
4. Sky is Falling – 4:14
5. Walk Away – 3:14
6. Song for Your Enemy – 3:18
7. Set Yourself on Fire – 2:46
8. All of the Poison, All of the Pain – 3:06
9. Break Something – 2:48
10. Without End (feat. Tom Morello) – 3:08
11. Believer – 2:55
12. To Hell With Boredom – 0:48
13. Low Expectations – 2:46
14. The Debate is Over (If You Want It) – 3:16